# Канов, Сергей Дмитриевич
Сергей Дмитриевич Канов (род. 24 июля 1954, Днепропетровск) — советский и российский яхтсмен, Заслуженный мастер спорта России, тренер.
Занимался парусным спортом в Днепропетровске под руководством Евгения Калины.
В 1983 году в классе «Солинг» вместе с Георгием Шайдуко и Владимиром Груздевым занял второе место в Чемпионате СССР и Кубке СССР. В 1987 году вместе с Шайдуко и Николаем Поляковым выиграл Чемпионат Европы и завоевал бронзовые медали Чемпионата мира.
Затем на тренерской работе в России. В 1996 году вместе с Ильёй Михайловым тренировал российский экипаж (Георгий Шайдуко, Игорь Скалин и Дмитрий Шабанов) на Летних Олимпийских играх в США, выигравший серебряные медали.
В 1990-е годы занимал должность главного тренера Вооружённых сил по парусному спорту. Капитан 1 ранга. 
Заслуженный работник физической культуры Российской Федерации (1997).